# Monts Atlantika
Les monts Atlantika sont un massif montagneux de la ligne du Cameroun situé à la frontière entre le Cameroun et le Nigeria. Ils se situent au sud-ouest des monts Mandara.

## Populations et langues
Les langues les plus parlées dans la région sont le koma, le gimme et le gimnime.

## Dans la littérature
Jules Verne décrit ainsi le massif dans son ouvrage Cinq semaines en ballon : « Les vastes sommets des monts Atlantika passaient par-dessus l'horizon, montagnes que nul pied européen n'a encore foulées, et dont l'altitude est estimée à treize cents toises environ. Leur pente occidentale détermine l'écoulement de toutes les eaux de cette partie de l'Afrique vers l'Océan ; ce sont les montagnes de la Lune dans cette région. »